# Kuźnica (Mazovia)
Kuźnica (pronunciación en polaco: /kuʑˈɲit͡sa/: ) es un pueblo en el distrito administrativo de Gmina Przysucha, dentro del Distrito de Przysucha, Voivodato de Mazovia, en el centro-este de Polonia. Se encuentra aproximadamente 6 kilómetros al sur de Przysucha y 104 kilómetros al sur de Varsovia, la capital nacional.